# 왕길 (소음)
왕길(王吉, ? ~ ?)은 전한 말기 ~ 신나라의 유학자로, 자는 소음(少音)이며 좌풍익 중천현(重泉縣) 사람이다.

## 행적
허상의 밑에서 수학하였고, 허상의 제자들 중 정사(政事)로 두각을 드러내었다. 신나라 때 구경에 이르렀다.

## 출전
- 반고, 《한서》 권88 유림전